# Jean Michelhof
De Jean Michelhof, ook wel Jan Michielshof genoemd, is een van de 35 hofjes van de Nederlandse stad Leiden. Het hofje bevindt zich in de Pieterswijk recht tegenover de Lokhorstkerk in de Pieterskerkstraat 10-12. Het hofje is in 1687 gesticht door Catharina Geschier, weduwe van Jan Michielsz.

## Geschiedenis

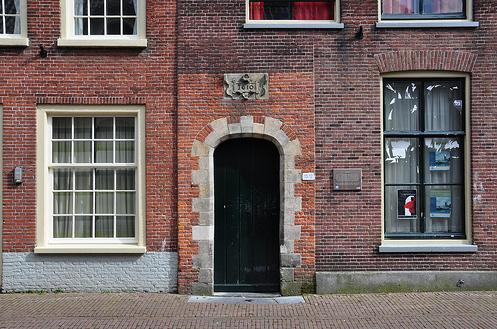
De poort van het Jean Michelhof aan de Pieterskerkstraat

Jan Michielsz was een koopman in Leiden en woonde met zijn echtgenote in een huis aan de Herengracht. Zij hadden afgesproken dat de langstlevende van het kinderloze echtpaar een hofje zou stichten. In 1686 had haar man voor dat doel enkele huisjes gekocht in een poort uit het begin van de 17e eeuw aan de Pieterskerkstraat. De weduwe kocht een jaar na het opstellen van haar testament nog enkele huisjes ter plekke.
Na haar overlijden werd aan de bouw van het hofje begonnen. De uitvoerders van het testament zetten geen nieuw bouwwerk neer, maar verbouwden de bestaande huisjes voor het nieuwe doel. Het hofje kreeg daardoor een rommelig karakter, want geen twee huisjes waren gelijk van bouw. Niet bekend is waarom de gevelsteen het jaartal 1610 aangeeft, aangezien het hofje van een later jaartal is.
De huisjes op het hofjes waren bestemd voor vier echtparen en acht vrouwen, ongehuwd of weduwe. De bewoners waren lidmaat van de Waals Hervormde gemeente. Voor zover de renten van het nagelaten bezit het toelieten kregen zij eten, drinken en andere gaven. Jarenlang bestond in het hofje de traditie dat een nieuwe bewoner zijn medebewoners moest trakteren op een feestmaaltijd. Deze gewoonte werd in 1757 afgeschaft, maar is in 2018 weer in het leven geroepen. Tien jaar later kwam een eind aan een andere traditie, het gratis verstrekken van bier. De bewoners klaagden dat de drank door verblijf in de bierkelder nergens naar smaakte. Na deze klacht kregen de bewoners per week twee stuivers biergeld, voor die tijd een flink bedrag.
In 1747 werden de oude vensters van het hofje vervangen door schuiframen. In 1962 werd het Jean Michielshofje aangekocht door de Stichting Leidse Studentenhuisvesting. Onder leiding van de architect E.A. Canneman werd het gerestaureerd volgens de opvattingen van de jaren zestig. De laatste restauratie was in 1987. Het hofje heeft zijn rommelige karakter behouden.
Het hofje is nu volledig bestemd voor studentenhuisvesting met twaalf huizen en appartementen, elk bewoond door een tot vijf personen. Mede door de zeer centrale ligging in de Leidse binnenstad wordt het door vele toeristen bezocht.
Barend van Namenhof ·
Bethaniënhof ·
Bethlehemshof ·
Brouchovenhof ·
Cathrijn Jacobsdochterhof ·
Cathrijn Maartensdochterhof ·
Coninckshof ·
Eva van Hoogeveenshof ·
François Houttijnshof ·
Groeneveldstichting ·
Groot Sionshof ·
Heiligen Geest- of Cornelis Spronghof ·
Jan de Laterehof ·
Jan Pesijnhof ·
Jean Michelhof ·
Jeruzalemhof ·
Joost Frans van de Lindenhof ·
Juffrouw Maashof ·
Justus Carelhuis ·
Klein Sionshof ·
Meermansburg ·
Mierennesthof ·
Pieter Gerritz. van der Speckhof ·
Pieter Loridanshof ·
Samuel de Zeehof ·
Schachtenhof ·
Sint Anna Aalmoeshuis ·
Sint Annahof of Joostenpoort ·
Sint Elisabethgasthuishof ·
Sint Jacobs- of Crayenboschhof ·
Sint Janshof ·
Sint Salvatorhof ·
Sint Stevenshof ·
Tevelingshof ·
Van Assendelftshof